# José Francisco Rodrigues do Rêgo
José Francisco Rodrigues do Rêgo (ur. 24 grudnia 1966 w Barras) – brazylijski duchowny katolicki, biskup Ipameri od 2019.

## Życiorys
13 grudnia 1992 otrzymał święcenia kapłańskie i został inkardynowany do diecezji Uruaçu. Pracował głównie jako duszpasterz parafialny, był też m.in. rektorem niższego seminarium, koordynatorem duszpasterstwa kapłanów oraz wikariuszem generalnym diecezji.
15 maja 2019 papież Franciszek mianował go biskupem diecezji Ipameri. Sakry udzielił mu 4 sierpnia 2019 biskup José da Silva Chaves.